# Diddahalli, Krishnarajanagara
Diddahalli là một làng thuộc tehsil Krishnarajanagara, huyện Mysore, bang Karnataka, Ấn Độ.